# Apple Open Directory
Az Open Directory az Apple cég LDAP könyvtár szolgáltatás (Directory Service) modell implementációja. A könyvtár szolgáltatás egy szoftver, amely olyan információkat tárol a számítógépes hálózat felhasználóiról és hálózati forrásairól, amelyek segítik a rendszergazdák munkáját a hálózat menedzselésében.
A Mac OS X Server esetében az Open Directory egy OpenLDAP alapú osztott LDAPv3 könyvtár domaint ír le, és egy ehhez megfelelő hitelesítő modellt, ami az Apple Password Server, és a Kerberos 5 összekötéséből áll, egy moduláris Directory Service rendszert alkotva. Az Open Directory szerver már meglévő alkalmazások/programok csoportba foglalása.
A 10.5-ös verzióval(MAC OS X Leopard) az Apple szakított a NetInfo használatával (már a NextSTEP és OpenStep is tartalmazta), amit a 10.0-s verzióval kezdve a 10.4-esig használtak a helyi fiókok és csoportok kezelésére. A MAC OS X 10.5 Directory Services és kiegészítői már minden könyvtár szolgáltatásra alkalmasak.

## Felépítése
Az Open Directory három fő részből áll:
- LDAP
- Kerberos (Key Distribution Center – KDC)
- Password Server

### LDAP
Lightweight Directory Access Protocol azaz "pehelykönnyű könyvtár hozzáférés protokoll". Egy olyan fa struktúrán alapuló adatbázis ahol tipikusan gyorsan kell keresnünk, és sok kis információt akarunk benne elraktározni. Egy gyorsan kereshető címtár, ahol strukturáltan tudunk információkat tárolni. Itt tárolódnak a számítógépeink minden kapcsolódó információval együtt, a felhasználóink, csoportjaink. 

### Kerberos (Key Distribution Center – KDC)
A Kerberosnak kettős feladata van. Elsősorban egy központi megbízható hitelesítési csomópontot jelent mindenki számára, másrészről viszont jegykiszolgáló feladatot is lát el. A hitelesítéshez kulcsokat cserélgetnek, és információkat titkosítónak a részt vevő tagok. Ez bonyolult hálózat esetén hihetetlen szövevényes utakat jelenthetnek, és mindig kérdéses lesz az, hogy az akivel kommunikálni akarunk, az mennyire megbízható. Így jött létre a Kerberos technológia, ami egy központi megbízható hitelesítést tesz elérhetővé. Ez a Key Distribution Center (KDC). A Kerberos a biztonságos és centralizált hitelesítésért felelős az Open Directory-ben.

### Password Server
A Password Server komponens felel a biztonságos jelszó tárolásért és jelszó kiadásért, így külön komponensként nagyobb biztonságot jelent. Egy 128 bites azonosítót rendel hozzá minden egyes jelszóhoz, a jelszót pedig típusa szerint vagy visszafejthető (plain text) vagy titkosított (encrypted) formában tárolja a saját adatbázisában. Természetesen a password server a jelszavakhoz mindenféle információt le tud tárolni. Úgy mint honnan használták és mikor utoljára sikeresen vagy sikertelenül.